# Katarína Jorda Kramolišová
Katarína Jorda Kramolišová (* 9. července 1969 Banská Bystrica) je slovenská operní pěvkyně. Je držitelkou Ceny Thálie v oboru opera za rok 2004.

## Život
Po studiu operního zpěvu na konzervatoři v Bratislavě pokračovala ve studiu na Vysoké škole múzických umění v Bratislavě (obor operní a koncertní zpěv). Působila v divadle v Banské Bystrici a následně hostovala mimo jiné ve Státní opeře v Košicích, Slovenském národním divadle v Bratislavě, Národním divadle Brno, Národním divadlo moravskoslezském v Ostravě a Národním divadle v Praze. Od roku 2002 je členkou operního souboru Slezského divadla v Opavě.
Koncertovala v různých zemích celého světa mimo jiné v Německu, Belgii, Švýcarsku, Nizozemí, Rakousku, Japonsku, Itálii, Španělsku a na Slovensku. Na festivalu Opera 2003 získala cenu Libuška, za ztvárnění Amálie v opeře Loupežnící od Giuseppe Verdiho. Za roli Normy ve stejnojmenné opeře obdržela Cenu Thálie za rok 2004. V roce 2006 byla nominována na cenu Thálie za roli dony Anny v opeře Don Giovanni od W. A. Mozarta. V roce 2008 byla oceněna Opavskou Thálií za roli Tsú v japonské opeře Yuzuru.